# گاری گاو

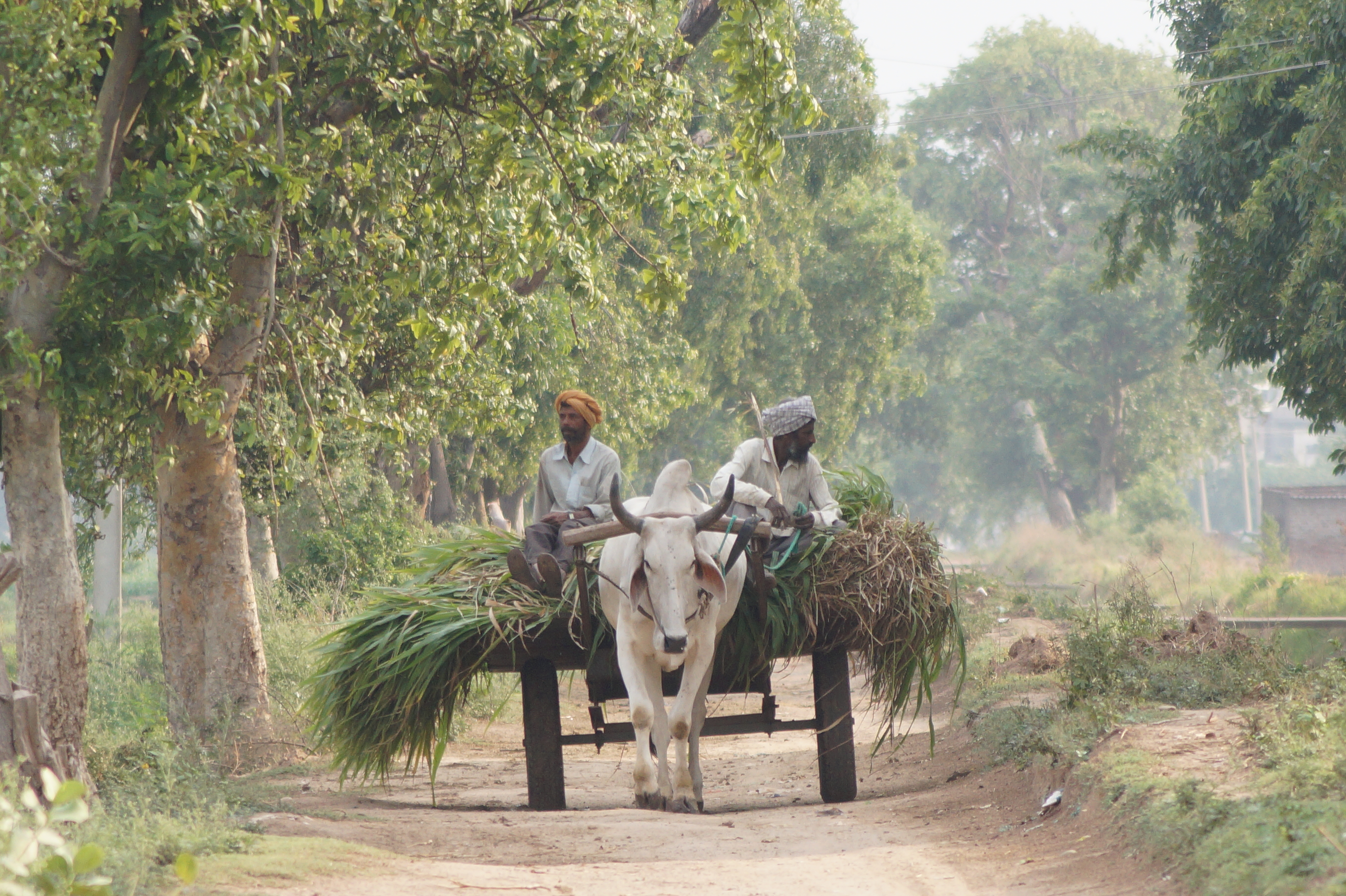

گاری گاو یا کالسکه گاو (انگلیسی: Bullock cart) وسیله نقلیه دو چرخ یا چهارچرخ است که توسط گاو نر (ورزا) کشیده می‌شود. این وسیله حمل و نقلی است که از زمان‌های قدیم در بسیاری از نقاط جهان مورد استفاده قرار می‌گیرد.